# 拮抗微生物
拮抗微生物（英語：Antagonistic microorganism）是指一種能夠導致其他生物（如細菌或昆蟲）生長受阻甚至死亡的微生物。
一部分拮抗微生物會產生有害代謝物質，例如抗生物質、酶等，直接殺死鄰近生物。另有一部分拮抗微生物與病原菌競爭營養和生存空間，抑制病原菌的繁殖。小部分的拮抗微生物藉捕食、超寄生或微寄生破壞其他寄生物。拮抗微生物普遍存在於土壤、根圈、植物組織、植物體表上，亦存在於人類腸道。

## 生物實驗

### 小鼠實驗
給小鼠餵服具活性的鼠傷寒沙門氏菌（Salmonella Typhimurium），若不施加仼何干預，約需十萬個細菌方可使小鼠發病身亡。然而，若先給小鼠服用鏈黴素，小鼠腸道裏的正常菌羣會被殺死。其後再餵服傷寒沙門氏菌，僅需十個細菌已能令小鼠發病身亡。由此可以得知正常菌羣有拮抗微生物的作用，可以對抗鼠傷寒沙門氏菌。

### 泥土實驗
若將0.1%至10%的抑病土（supressive soil）接種給導病土(conducive soil），能使導病土獲得疾病的抑制。因此可以總結泥土中存在拮抗微生物。

## 例子

### 著名細菌

#### 乳酸菌
乳酸菌可代谢产生如细菌素、有机酸、过氧化氢、胞外多糖（Exopolysaccharides）、铁载体和生物表面活性剂等抗菌物质，因而具有良好的抗菌活性。乳酸菌还可通过糖发酵产生多种有机酸，主要包括乳酸、乙酸、柠檬酸、苹果酸、丙酸以及苯乳酸等，均具有一定的抗菌作用。此外，乳酸菌还可以产生其他抗菌物质，例如二氧化碳、丁二酮、脂肪酸等。

#### 链霉菌
鏈霉菌以其獨特的代謝功能聞名，是活性天然产物的重要来源。这些天然产物的结构类型包括生物碱、聚酮、萜类、甾体、卤代物、聚醚类等。其中不少產物具生物活性，如抗菌、抗疟和抗寄生虫等。1943年，赛尔曼·瓦克斯曼從灰色鏈黴菌中提取出鏈霉素，在醫藥和果樹及蔬菜的細菌性防治有廣泛應用。

#### 其他微生物
| 微生物                                                         | 效果 | 方法                                                         |
| -------------------------------------------------------------- | --- | ------------------------------------------------------------ |
| 乳桿菌                                                         | 具有過氧化氫 | 治疗白色念珠菌引发的阴道炎                                   |
| 血鏈球菌                                                       | 具有過氧化氫 | 对牙周可疑致病菌有拮抗作用                                   |
| 大腸桿菌 變形桿菌 腸球菌                                       | 產生抗菌素 | 抵抗引起痢疾和傷寒的志賀菌和傷寒沙門氏菌                     |
| 拮抗酵母菌如： 假絲酵母、 克勒克酵母、 粘紅酵母、 羅倫隱球酵母 | 以極快的繁殖速度競爭營養；且 有些酵母菌可以誘導植株產生抗性，如羅倫隱球酵母促進水果與自身抗病性有關的多酚氧化酶及過氧化物酶的釋放；或 有些酵母菌可以分泌溶菌霉類，如粘紅酵母及羅倫隱球酵母能分泌胞外幾丁質酶，可溶解病原菌菌絲或細胞壁 | 可抑制果蔬青霉、灰霉、毛霉病等病变，包括梨黑斑病及柑橘青霉病 |
| 枯草芽孢杆菌                                                   | 可以产生抗菌物质，抑制灰霉病、炭疽病等病原菌的生长 | 減少菊花莖腐病                                               |
| 淡紫拟青霉菌                                                   | 抑制線蟲繁殖 | 感染線蟲的卵                                                 |
| 荧光假单胞菌                                                   | 可以诱导植物抗病性；或者代謝產生2,4-二乙醯基間苯三酚、莫匹羅星、β内酯抗生素 | 保護植物根部免受寄生真菌如鐮孢菌和腐霉的感染                 |

- 蘇雲金芽孢桿菌[3]

### 病毒
- 甜菜夜蛾核多角體病毒[3][23]

### 真菌
- 蟲生真菌[3]

## 農業應用

### 有機作物病害防治

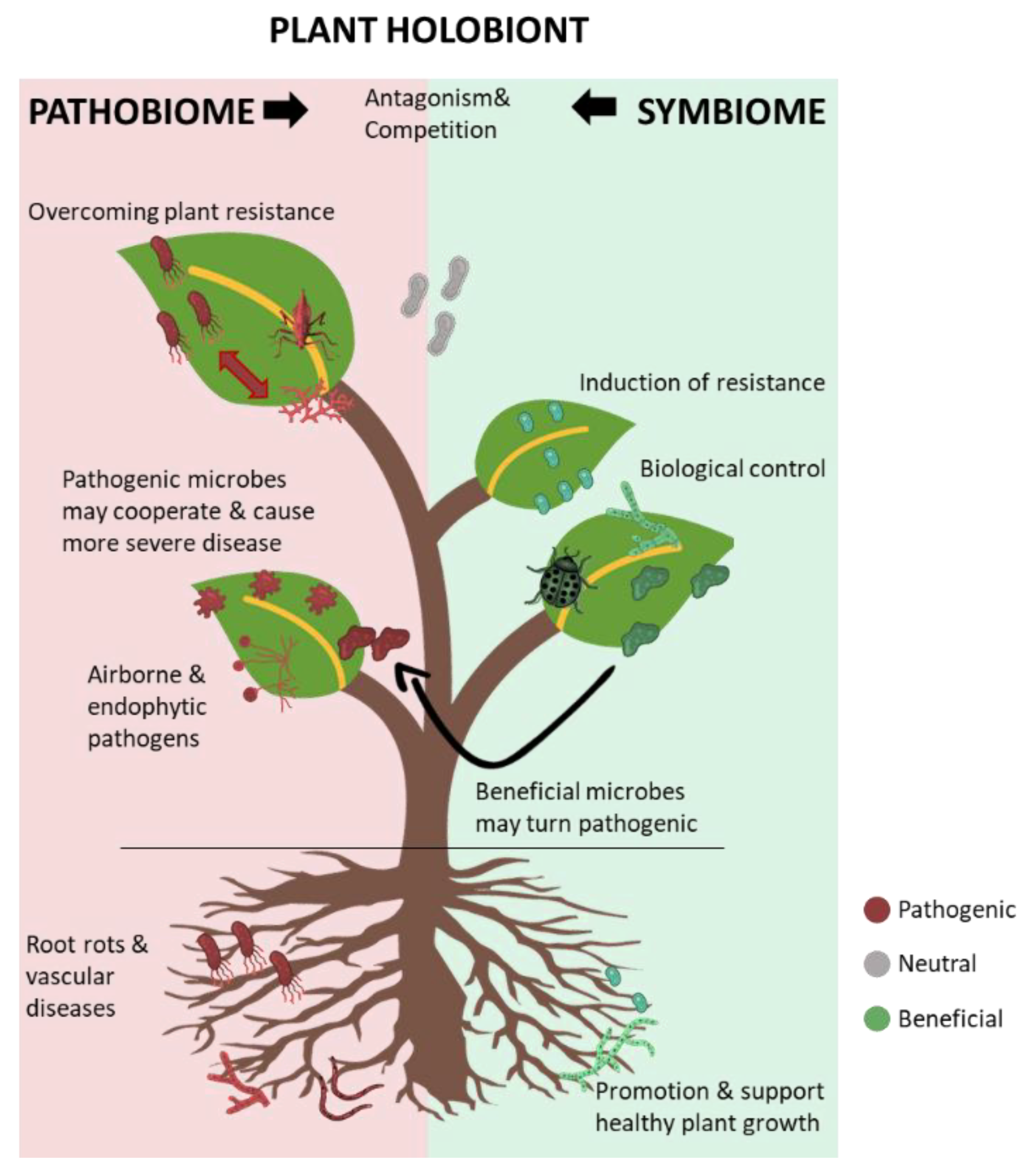
圖中綠色部分所示的益菌（Beneficial）是拮抗微生物，能抵禦病原菌對有機作物的侵略。與病菌的關係為競爭與拮抗

生物防治，舊的定義為借助仼何除人類外的生物體使病源菌的存活或活性降低，因而導致病原菌所引起的病害減少的狀況。
現今的定義是指運用自然或人為的操作調整環境、寄主植物或拮抗微生物來促進一種或一種以微生物的活性，或大量導入一種或一種以拮抗微生物，使存在於寄生或休眠的病原之接觸密度或致病能力降低的方法。
在農業上，拮抗微生物可用作生物農藥，防治病蟲害，從而提高農業產量，並減少農藥使用量。部分拮抗微生物能誘導植物產生抗性。

### 蓮霧保護
多黏類芽孢桿菌（P. polymyxa）及Bacillus sp. LB5（為一種革蘭氏陽性桿菌，有過氧化氫酶及氧化酶，會產生內生孢子）對蓮霧果實病原菌具有強拮抗性。其通過抑制病原菌孢子發芽，造成菌絲孢子膨大變形。而對田間果樹常使用的化學藥劑具有強忍受性，有利於田間應用。

### 對柑桔、水稻、煙草、蘆荀、泥土、榆樹、碗豆、大豆和番茄的保護
1948年，研究表明放線菌所產生的抗生素Musarin（C35H60O14N2）可以抑制尖孢鐮刀菌古巴專化型，對抗香蕉株的巴拿馬病。
1950年代，科學家從金黃色鏈黴菌分離出四環霉素，其後用於柑桔立枯病的防治。
1958年，日本科學家住木諭介自灰产色链霉菌分離出一種新名為滅瘟素的新抗生素，用於水稻熱病的防治。
1963年，日本科學家鈴木三郎及磯野清由可可鏈黴菌（Streptomyces cacaoi subsp. asoensis）分離出保粒黴素（Polyoxins），用於治療水稻紋枯病、煙草白星病、及蘆筍莖枯病。
1982年，科學家發現Streptomyces longisporus 對泥土中的稻長蠕孢黴及茄鏈隔孢菌有抑制作用。
1984年，大卫·戈特利布利用灰色鏈黴菌產生的杀假丝菌素防治荷蘭榆樹病。同年有科學家以吸水鏈黴菌（Streptomyces hygroscopicus subsp. geldanus）產生的格尔德霉素防治因感染立枯絲核菌產生的豌豆根腐病。
1989年，有生命科學家在温室中利用Streptomyces graminofaciens發酵液防治番茄棘壳孢引起的蕃茄木栓化（corky root）及黄瓜黑色根腐病菌引致的胡瓜根腐病。